# 7061 Pieri
A 7061 Pieri (ideiglenes jelöléssel 1991 PE1) a Naprendszer kisbolygóövében található aszteroida. Eleanor F. Helin fedezte fel 1991. augusztus 15-én.